# Compsoptera argentaria
Compsoptera argentaria är en fjärilsart som beskrevs av Herrich-Schäffer 1848. Compsoptera argentaria ingår i släktet Compsoptera och familjen mätare. Inga underarter finns listade i Catalogue of Life.